# ميليفوي بوجوفيتش
ميليفوي بوجوفيتش (بالصربية: Миливоје Божовић) مواليد 15 ديسمبر 1985 في نيكشيتش، جمهورية يوغوسلافيا الاشتراكية الاتحادية، هو لاعب كرة سلة صربي. بدأ مسيرته الاحترافية في سنة 2003. لعب مع نادي ميغا لكرة السلة ونادي بودوشنوست لكرة السلة.

## روابط خارجية
- ميليفوي بوجوفيتش على موقع كرة السلة الأوروبية.كوم (الإنجليزية)
- ميليفوي بوجوفيتش على موقع ريلجم (الإنجليزية)
- ميليفوي بوجوفيتش على موقع بروبوليرز (الإنجليزية)
- ميليفوي بوجوفيتش على موقع سبورتس رفرنس (الإنجليزية)